# Хоћу да играм!
¡Quiero Bailar! (српс. Хоћу да играм!) је плесно такмичење као и избор за представника Шпаније на Плесу Евровизије. Прва сезона је приказана 2008. године под покровитељством TVE. Шоу је сниман у студију TVE у Сант Кугат дел Ваљесу код Барселоне. Овај шоу је приказиван уживо. Првобитно је термин био у 22:30 суботом, али је због незаинтересованости публике померан на око 00:30. Публика у Србији је могла да прати овај шоу, јер га је TVE приказивала на свом сателитском програму TVE Internacional. Домаћин емисије је Хосеп Лобато (шпан. Josep Lobató).

## Концепт такмичења
Шоу је замишљен као плесно такмичење у коме учествује 8 мушкараца и 8 жена узраста од 17-31 године. Сваке недеље парови (првобитно замишљено мушко-женски парови, али временом како су испадали такмичари није било могуће направити парове супротног пола, па су играли и парови истог пола) плешу кореографије које су за њих осмислили Ник Флорес и Марија Торес. Њихово плесање оцењује стручни жири у следећем саставу: Кристина Ојос (шпан. Cristina Oyos), Белен Лобо (шпан. Belén Lobo) и Рамон Ољер (шпан. Ramón Oller). Они бирају 4 такмичара које номинују за избацивање (не бирају пар, већ појединца, што значи да једна особа из пара може бити изабрана а друга не) и о њиховој судбини одлучује публика слањем порука или позивањем одређеног броја, како би спасли свог омиљеног плесача. То четворо номинованих имају још по 60 секунди да одиграју нешто по сопственом избору, како би убедили публику да гласа за њих. Када се гласање заврши, двоје са најмањим бројем гласова испадају, а друго двоје наставља такмичење у следећој епизоди. Пошто су правила Плеса Евровизије промењена 2008. године, којим се условљава да један члан пара на такмичењу мора да буде позната личност, а друга плесач, не мора да значи да победник овог шоуа иде на такмичење за Плес Евровизије. Ако је позната личност жена, онда ће жири изабрати који мушкарац од такмичара ће је пратити на Плесу Евровизије и они ће своју одлуку саопштити пре проглашења победника. У финалној емисији се састаје петоро финалиста, од којих троје осваја новчане награде. Победник осваја 30.000 €, другопласирани 15.000 €, док трећепласирани осваја 5.000 €. Могуће је да победник такмичења буде изабран и од стране жирија за одлазак на Плес Евровизије.

## Прва сезона
Прва сезона трајала је од 14. јуна 2008. године до 12. јула 2008. године. План такмичења је у првој сезону текао како је предвиђено. У свакој епизоди је испадало по двоје такмичара и у Велико финале су ушли: Еми, Ева, Исмаел, Нието и Џоана. Жири је претходно одредио да четворица финалиста за одлазак на Плес Евровизије 2008. године у Глазгову буду Нието, Роберто, Рубен и Сибон, али је Роберто био спречен да дође па је уместо њега дошао Хесу. Жири је одредио да Нието треба да представља Шпанију са Росом Лопес (шпан. Rosa López) на Плесу Евровизије. Роса је позната певачица у Шпанији и представљала ју је 2002. године на Песми Евровизије. Публика која је гласала је мислила као и жири, па је Нието постао и победник шоуа и добио 30.000 €. Другопласирана је била Ева, а трећепласирана Џоана. Ник Флорес и Марија Торес су додели посебне награде Еви и Фаби.
Пошто је шер (енгл. share) био низак, а из недеље у недељу се смањивао, емисија је са 22:30 померена на око 00:30.
- 14. јун 2008. - 9,1% (1.094.000 гледалаца)
- 21. јун 2008. - 7,4% (743.000 гледалаца)
- 28. јун 2008. - 6,3% (672.000 гледалаца)

Само неколико дана пред почетак такмичења за Плес Евровизије, шпанска национална телевизија се повукла са такмичења на коме је требало да Роса и Нието наступе под бројем 15.

### Списак учесника

#### Жене
1. (српс. Ани)
2. (српс. Еми)
3. (српс. Ева)
4. (српс. Фаби)
5. (српс. Џоана)
6. (српс. Патрисија)
7. (српс. Ракел)
8. (српс. Тамара)

#### Мушкарци
1. (српс. Елиос)
2. (српс. Исмаел)
3. (српс. Хесу)
4. (српс. Нието)
5. (српс. Роберто)
6. (српс. Рубен)
7. (српс. Сибон)
8. (српс. Сафра)